# Abscess
Az Abscess amerikai death metal zenekar volt.
Tagok: Joe Allen, Clint Bower, Danny Coralles és Chris Reifert.
1994-ben alakultak meg a kaliforniai Oakland-ben. Az együttes főleg death metalt játszott, de a death-doom és a crossover thrash műfajokban is játszottak. A zenekart Reifert és Corralles alapították, miután kiléptek az Autopsy nevű death metal/death-doom együttesből. Az Abscess összesen hat nagylemezt jelentetett meg.
Lemezeiket a Relapse Records, Necropolis Records, Necroharmonic Productions és Peaceville Records kiadók jelentették meg. 2010-ben feloszlottak.

## Stúdióalbumok
- Seminal Vampires and Maggot Men (1996)
- Tormented (2000)
- Through the Cracks of Death (2002)
- Damned and Mummified (2004)
- Horrorhammer (2007)
- Dawn of Inhumanity (2010)